# Olav Sundal
Olav Johan Sundal (Bergen, 1899. augusztus 8. – Bergen, 1978. január 21.) olimpiai ezüstérmes norvég tornász.
Ez első világháború után az 1920. évi nyári olimpiai játékokon, mint tornász versenyzett és szabadon választott gyakorlatokkal, csapat összetettben ezüstérmes lett.
Klubcsapata a Bergens TF volt.